# 扬·沃兰斯基
揚·沃倫斯基（波蘭語：Jan Woleński，1940年9月21日—），是一位波兰哲学家，专门从事分析哲学，並在洛华华沙逻辑学校任教。
他曾在克拉科夫的亞捷隆大學任職，現為榮譽教授。其主要研究領域是語言哲學、知識論和波蘭哲學史。